# Loose Change
Loose Change é um filme documental ou documentário de 2007, escrito e dirigido por Dylan Avery, e produzido por Korey Rowe com Jason Bermas.
Alega que os atentados de 11 de Setembro foram preparados e conduzidos por elementos dentro do governo dos Estados Unidos da América, e se baseia em fatos e alegadas anomalias percebidas no registro histórico dos atentados. 
O filme original foi editado e re-editado como Loose Change: 2nd Edition e voltado a editar uma terceira vez para o 2nd Edition Recut, cada vez se focando mais em algumas áreas especificas, corrigindo algumas inexactidões e retirando o material protegido por copyrights. Loose Change Final Cut foi lançado em DVD e na Web por streaming no dia 11 de Novembro de 2007 e supostamente, como até o nome o sugere, seria a versão final. Mas no dia 22 de Setembro de 2009 é lançado Loose Change 9/11: An American Coup.

## História
Loose Change foi concebido inicialmente para ser um filme de ficção baseado nos ataques de 11 de Setembro e se tornou depois num documentário.
Em Maio de 2002, Dylan Avery começou a pesquisa para o seu filme e com base na sua investigação, concluiu que o ataque terrorista não foi orquestrado e consumado por membros da Al Qaeda (ataque este que justificou a invasão ao Afeganistão e logo em seguida ao Iraque), mas sim por membros do governo dos Estados Unidos.
Em Abril de 2005, a primeira edição do Loose Change foi disponibilizada gratuitamente na Internet, e em DVD com versão limitada a algumas lojas de vídeos. O vídeo teve um custo aproximado de 2.000 dólares, o filme foi feito quase na sua totalidade no computador portátil de Avery, com uma trilha sonora produzida por DJ Skooly. Amigo de infância do Avery, em Junho de 2005 Korey Rowe, deixou o serviço no exército dos Estados Unidos para ajudar no filme.
Num certo ponto de desenvolvimento do documentário Avery decidiu que "havia novas informações que precisavam ser acrescentadas e melhorias a ser feitas", e assim começou a criar Loose Change: 2nd Edition. Korey Rowe assumiu o papel de produtor, e Jason Bermas, um designer gráfico, trabalhou como assistente produção. Esta edição custa cerca de 6.000 dólares e foi lançada originalmente em Dezembro de 2005, mas foi re-lançado em Junho de 2006 como Loose Change: 2nd Edition Recut. Antes do lançamento desta edição, Avery, Rowe e Bermas criaram uma produtora independente de cinema chamada Louder than Words, uma organização que se identifica com o 9/11 Truth Movement ("Movimento pela Verdade do 11/9").
A terceira e última edição do filme, Loose Change Final Cut, foi lançada em novembro de 2007. Segundo o site Loose Change esta edição "é substancialmente diferente do Loose Change e Loose Change 2nd Edition Recut na forma como apresenta as denúncias em torno do acontecimento de 9/11/2001, no entanto, ele se mantém fiel ao espírito que fez aquilo que Loose Change é hoje". Essa produção tem o Professor David Ray Griffin como consultor de roteiro, Alex Jones e Tim Sparke como produtores executivos. Devido um custo estimado de 200.000 dólares, esta versão é a primeira a não estar disponível gratuitamente na rede, embora, na realidade, já pode ser encontrada no Google Video e no YouTube, numa versão de menor qualidade. Esta edição é também substancialmente mais extensa do que as versões anteriores, com mais de 2 horas de duração.